# ويليام ديرينغ
ويليام ديرينغ (بالإنجليزية: William Deering)‏ هو صناعي أمريكي، ولد في 25 أبريل 1826 في مين في الولايات المتحدة، وتوفي في 9 ديسمبر 1913 في Coconut Grove ‏ في الولايات المتحدة.

## وصلات خارجية
- ويليام ديرينغ على موقع الموسوعة البريطانية (الإنجليزية)